# Michelle Probert
Michelle Probert, née le 17 juin 1960, est une athlète britannique. Aux Jeux olympiques d'été de 1980, elle a obtenu une médaille de bronze en relais 4 × 400 m.

## Jeux olympiques
- 1980 à Moscou ( Union soviétique) 
  - éliminée en demi-finale sur 400 m
  -  Médaille de bronze en relais 4 × 400 m

## Jeux du Commonwealth
- 1982 à Brisbane ( Australie)
  -  Médaille d'argent sur 400 m